# Deferred Procedure Call
Uma chamada de procedimento adiada (DPC) é um mecanismo do sistema operacional Microsoft Windows que permite que tarefas de alta prioridade (por exemplo, um manipulador de interrupção) adiem tarefas necessárias, mas de menor prioridade, para uma execução posterior. Isso permite que os drivers do dispositivo e outros serviços que consomem eventos de baixo nível executem a parte de alta prioridade de seu processamento rapidamente e agende o processamento adicional não crítico para uma execução em uma prioridade mais baixa.